# Eliminatórias da Copa do Mundo FIFA de 2022 – UEFA (Grupo A)
O Grupo A das eliminatórias da UEFA para a Copa do Mundo FIFA de 2022 foi formado por Portugal, Sérvia, Irlanda, Luxemburgo e Azerbaijão.
O vencedor do grupo se classificou automaticamente para a Copa do Mundo de 2022. Além dos demais nove vencedores de grupos, os nove melhores segundos colocados avançaram para a segunda fase, que será disputada no sistema de play-offs.

## Classificação
|  | Equipes qualificadas para a Copa do Mundo de 2022 |
|  | Equipes qualificadas para a segunda fase          |
|  | Equipes eliminadas                                |

| Pos | Equipe     | Pts | J | V | E | D | GP | GC | SG  | Classificado                              |  | SRB | POR | IRL | LUX | AZE |
| --- | ---------- | --- | - | - | - | - | -- | -- | --- | ----------------------------------------- |  | --- | --- | --- | --- | --- |
| 1   | Sérvia     | 20  | 8 | 6 | 2 | 0 | 18 | 9  | +9  | qualificadas para a Copa do Mundo de 2022 |  | —   | 2–2 | 3–2 | 4–1 | 3–1 |
| 2   | Portugal   | 17  | 8 | 5 | 2 | 1 | 17 | 6  | +11 | qualificadas para a segunda fase          |  | 1–2 | —   | 2–1 | 5–0 | 1–0 |
| 3   | Irlanda    | 9   | 8 | 2 | 3 | 3 | 11 | 8  | +3  | Eliminado                                 |  | 1–1 | 0–0 | —   | 0–1 | 1–1 |
| 4   | Luxemburgo | 9   | 8 | 3 | 0 | 5 | 8  | 18 | −10 | Eliminado                                 |  | 0–1 | 1–3 | 0–3 | —   | 2–1 |
| 5   | Azerbaijão | 1   | 8 | 0 | 1 | 7 | 5  | 18 | −13 | Eliminado                                 |  | 1–2 | 0–3 | 0–3 | 1–3 | —   |

## Partidas
O calendário de partidas foi divulgado pela UEFA em 8 de dezembro de 2020. As partidas entre 27 de março e a partir de 31 de outubro seguem o fuso horário UTC+1 (rodadas 1–2 e 9–10). Para as partidas entre 28 de março e 30 de outubro o fuso horário seguido é o UTC+2 (rodadas 3–8).
| 24 de março de 2021 | Portugal            | 1 – 0                             | Azerbaijão | Juventus Stadium, Turim (Itália)       |
| 20:45               | Medvedev 36' (g.c.) | Relatório (FIFA) Relatório (UEFA) |            | Público: 0 Árbitro: GER Daniel Siebert |

| 24 de março de 2021 | Sérvia                              | 3 – 2                             | Irlanda                  | Estádio Estrela Vermelha, Belgrado   |
| 20:45               | Vlahović 40' · A. Mitrović 69', 75' | Relatório (FIFA) Relatório (UEFA) | Browne 18' · Collins 86' | Público: 0 Árbitro: ITA Davide Massa |

| 27 de março de 2021 | Irlanda | 0 – 1                             | Luxemburgo    | Aviva Stadium, Dublin              |
| 20:45               |         | Relatório (FIFA) Relatório (UEFA) | Rodrigues 85' | Público: 0 Árbitro: CRO Fran Jović |

| 27 de março de 2021 | Sérvia                       | 2 – 2                             | Portugal            | Estádio Estrela Vermelha, Belgrado     |
| 20:45               | A. Mitrović 46' · Kostić 60' | Relatório (FIFA) Relatório (UEFA) | Diogo Jota 11', 36' | Público: 0 Árbitro: NED Danny Makkelie |

| 30 de março de 2021 | Azerbaijão         | 1 – 2                             | Sérvia               | Estádio Olímpico, Bacu                   |
| 18:00               | Mahmudov 59' (pen) | Relatório (FIFA) Relatório (UEFA) | A. Mitrović 16', 81' | Público: 0 Árbitro: ISR Roi Reinshreiber |

| 30 de março de 2021 | Luxemburgo    | 1 – 3                             | Portugal                                                | Estádio Josy Barthel, Luxemburgo      |
| 20:45               | Rodrigues 30' | Relatório (FIFA) Relatório (UEFA) | Diogo Jota 45+2' · Cristiano Ronaldo 51' · Palhinha 80' | Público: 0 Árbitro: RUS Sergei Ivanov |

| 1 de setembro de 2021 | Luxemburgo                     | 2 – 1                             | Azerbaijão   | Stade de Luxembourg, Luxemburgo          |
| 20:45                 | Pinto 8' · Rodrigues 28' (pen) | Relatório (FIFA) Relatório (UEFA) | Mahmudov 67' | Público: 2 000 Árbitro: BIH Irfan Peljto |

| 1 de setembro de 2021 | Portugal                     | 2 – 1                             | Irlanda  | Estádio Algarve, Faro/Loulé           |
| 20:45                 | Cristiano Ronaldo 89', 90+6' | Relatório (FIFA) Relatório (UEFA) | Egan 45' | Público: 7 831 Árbitro: SVN Matej Jug |

| 4 de setembro de 2021 | Irlanda   | 1 – 1                             | Azerbaijão     | Aviva Stadium, Dublin                       |
| 18:00                 | Duffy 87' | Relatório (FIFA) Relatório (UEFA) | Mahmudov 45+1' | Público: 21 287 Árbitro: FRA Jérôme Brisard |

| 4 de setembro de 2021 | Sérvia                                                      | 4 – 1                             | Luxemburgo   | Estádio Estrela Vermelha, Belgrado            |
| 18:00                 | A. Mitrović 22', 35' · Chanot 82' (g.c.) · Milenković 90+6' | Relatório (FIFA) Relatório (UEFA) | O. Thill 77' | Público: 10 078 Árbitro: TUR Halil Umut Meler |

| 7 de setembro de 2021 | Azerbaijão | 0 – 3                             | Portugal                                              | Estádio Olímpico, Bacu                   |
| 18:00                 |            | Relatório (FIFA) Relatório (UEFA) | Bernardo Silva 26' · André Silva 31' · Diogo Jota 75' | Público: 20 574 Árbitro: ITA Marco Guida |

| 7 de setembro de 2021 | Irlanda               | 1 – 1                             | Sérvia               | Aviva Stadium, Dublin                           |
| 20:45                 | Milenković 87' (g.c.) | Relatório (FIFA) Relatório (UEFA) | Milinković-Savić 20' | Público: 25 415 Árbitro: ESP José María Sánchez |

| 9 de outubro de 2021 | Azerbaijão | 0 – 3                             | Irlanda                       | Estádio Olímpico, Bacu                  |
| 18:00                |            | Relatório (FIFA) Relatório (UEFA) | Robinson 7', 39' · Ogbene 90' | Público: 6 852 Árbitro: NOR Espen Eskås |

| 9 de outubro de 2021 | Luxemburgo | 0 – 1                             | Sérvia       | Stade de Luxembourg, Luxemburgo            |
| 20:45                |            | Relatório (FIFA) Relatório (UEFA) | Vlahović 68' | Público: 2 000 Árbitro: SCO William Collum |

| 12 de outubro de 2021 | Portugal                                                                        | 5 – 0                             | Luxemburgo | Estádio Algarve, Faro/Loulé                 |
| 20:45                 | Cristiano Ronaldo 8' (pen), 13' (pen), 87' · Bruno Fernandes 18' · Palhinha 69' | Relatório (FIFA) Relatório (UEFA) |            | Público: 18 553 Árbitro: FRA Benoît Bastien |

| 12 de outubro de 2021 | Sérvia                                    | 3 – 1                             | Azerbaijão     | Estádio Estrela Vermelha, Belgrado          |
| 20:45                 | Vlahović 30' (pen), 53' · Tadić 83' (pen) | Relatório (FIFA) Relatório (UEFA) | Mahmudov 45+2' | Público: 5 890 Árbitro: BEL Erik Lambrechts |

| 11 de novembro de 2021 | Azerbaijão  | 1 – 3                             | Luxemburgo                          | Estádio Olímpico, Bacu                            |
| 18:00                  | Salahli 82' | Relatório (FIFA) Relatório (UEFA) | Rodrigues 67', 90+1' · S. Thill 78' | Público: 2 986 Árbitro: AUT Manuel Schüttengruber |

| 11 de novembro de 2021 | Irlanda | 0 – 0                             | Portugal | Aviva Stadium, Dublin                          |
| 20:45                  |         | Relatório (FIFA) Relatório (UEFA) |          | Público: 50 373 Árbitro: ESP Jesús Gil Manzano |

| 14 de novembro de 2021 | Luxemburgo | 0 – 3                             | Irlanda                               | Stade de Luxembourg, Luxemburgo          |
| 20:45                  |            | Relatório (FIFA) Relatório (UEFA) | Duffy 67' · Ogbene 75' · Robinson 88' | Público: 9 268 Árbitro: HUN Tamás Bognár |

| 14 de novembro de 2021 | Portugal          | 1 – 2                             | Sérvia                      | Estádio da Luz, Lisboa                      |
| 20:45                  | Renato Sanches 2' | Relatório (FIFA) Relatório (UEFA) | Tadić 33' · A. Mitrović 90' | Público: 58 873 Árbitro: ITA Daniele Orsato |

## Artilharia
8 gols
- SRB Aleksandar Mitrović

6 gols
- POR Cristiano Ronaldo

5 gols
- LUX Gerson Rodrigues

4 gols
- AZE Emin Mahmudov
- POR Diogo Jota
- SRB Dušan Vlahović

3 gols
- IRL Callum Robinson

2 gols
- IRL Chiedozie Ogbene
- IRL Shane Duffy
- POR João Palhinha
- SRB Dušan Tadić

1 gol
- AZE Azer Salahli
- IRL Alan Browne
- IRL James Collins
- IRL John Egan
- LUX Mica Pinto
- LUX Olivier Thill
- LUX Sébastien Thill
- POR André Silva
- POR Bernardo Silva
- POR Bruno Fernandes
- POR Renato Sanches
- SRB Filip Kostić
- SRB Nikola Milenković
- SRB Sergej Milinković-Savić

Gols contra
- AZE Maksim Medvedev (para Portugal)
- LUX Maxime Chanot (para a Sérvia)
- SRB Nikola Milenković (para a Irlanda)